# Penstemon inflatus
Penstemon inflatus är en grobladsväxtart som beskrevs av Crosswhite. Penstemon inflatus ingår i släktet penstemoner, och familjen grobladsväxter. Inga underarter finns listade i Catalogue of Life.

## Bildgalleri

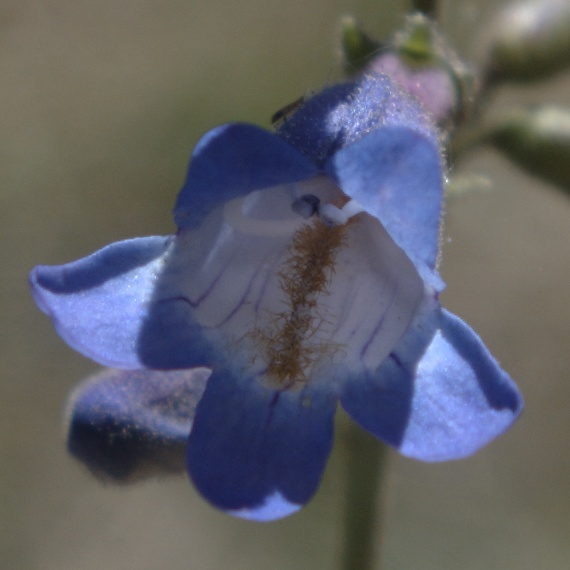
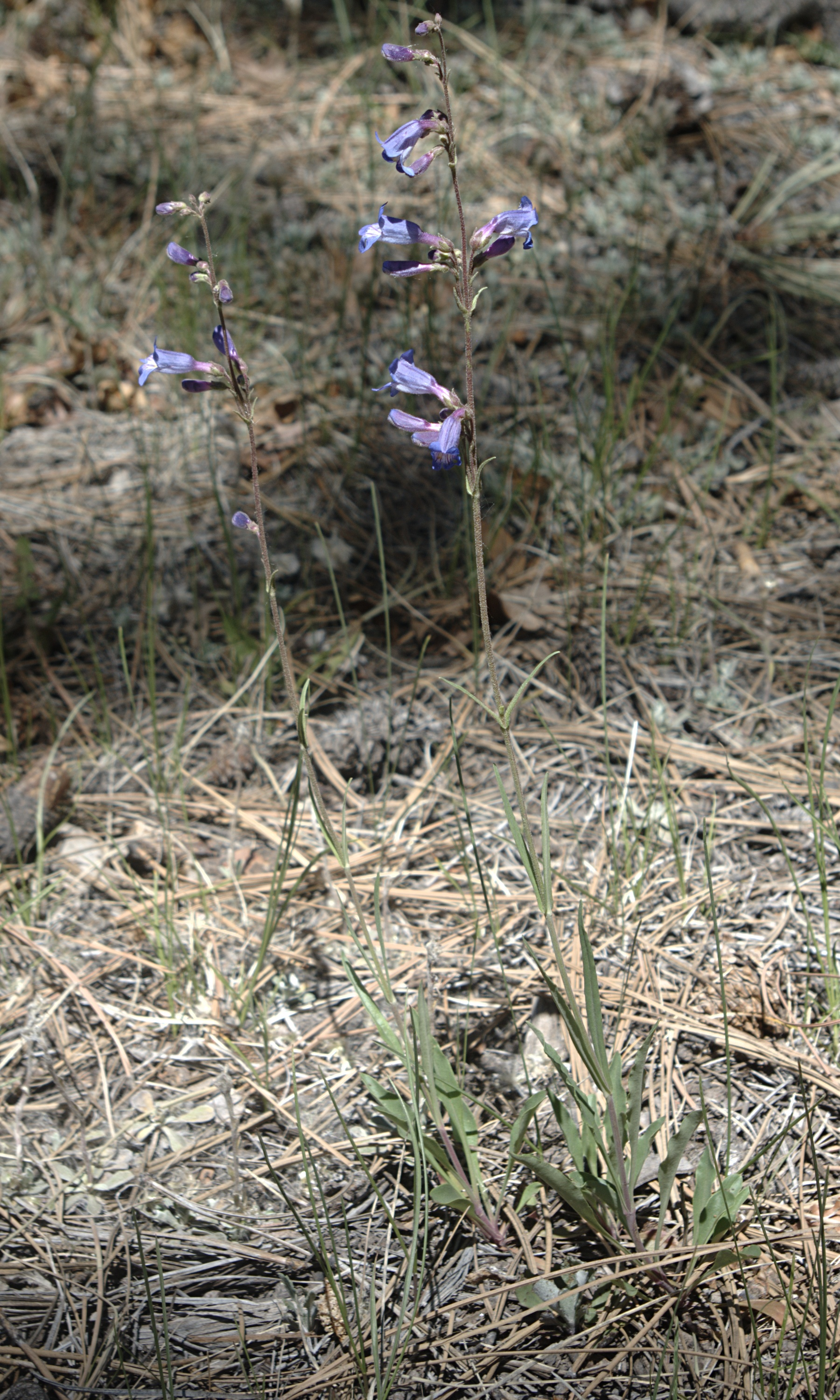
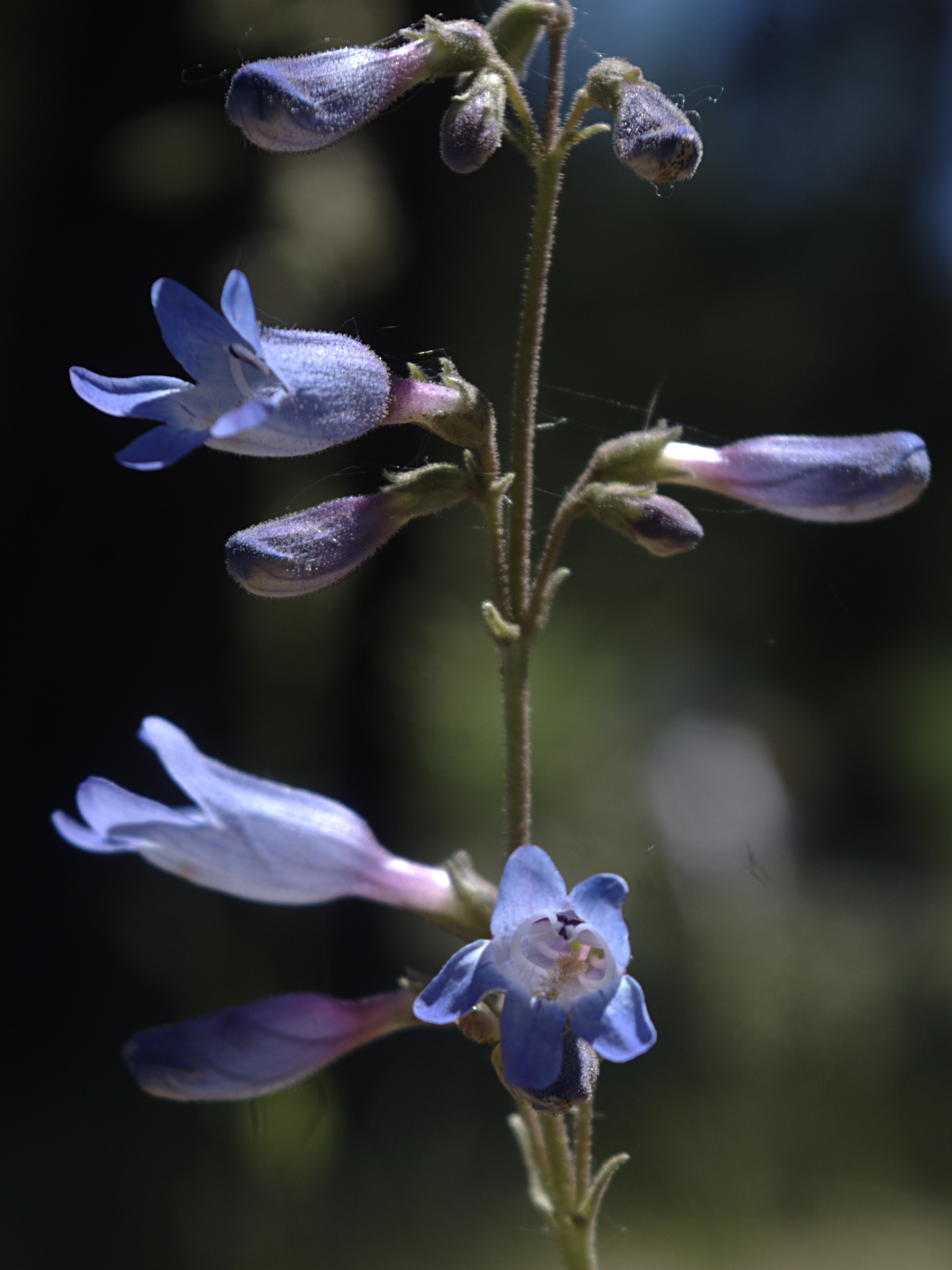